# Marc Jacobs
Marc Jacobs (New York, 9 aprile 1963) è uno stilista statunitense.
È il capo designer del suo marchio di moda, Marc Jacobs, e, precedentemente, è stato a capo della linea Marc by Marc Jacobs, la quale è stata prodotta per circa 15 anni ed interrotta dopo la collezione autunno-inverno 2015. È stato il direttore creativo della casa di moda francese Louis Vuitton dal 1997 al 2014.

## Biografia
Marc Jacobs è nato a New York, da una famiglia ebrea. Quando aveva sette anni, suo padre, un agente della William Morris Agency, morì. Da adolescente andò a vivere con sua nonna paterna nell'Upper West Side, in un appartamento nel Majestic a Central Park West. Ha frequentato la High School of Art and Design e si è diplomato nel 1981. Da lì, Jacobs entrò nella Parsons School of Design di New York. Alla Parsons, Jacobs ha vinto il Perry Ellis Thimble Gold Award nel 1984, e nello stesso anno gli è stato anche assegnato il Chester Weinberg Thimble Gold Award e Design Student of the Year Award.

## Carriera

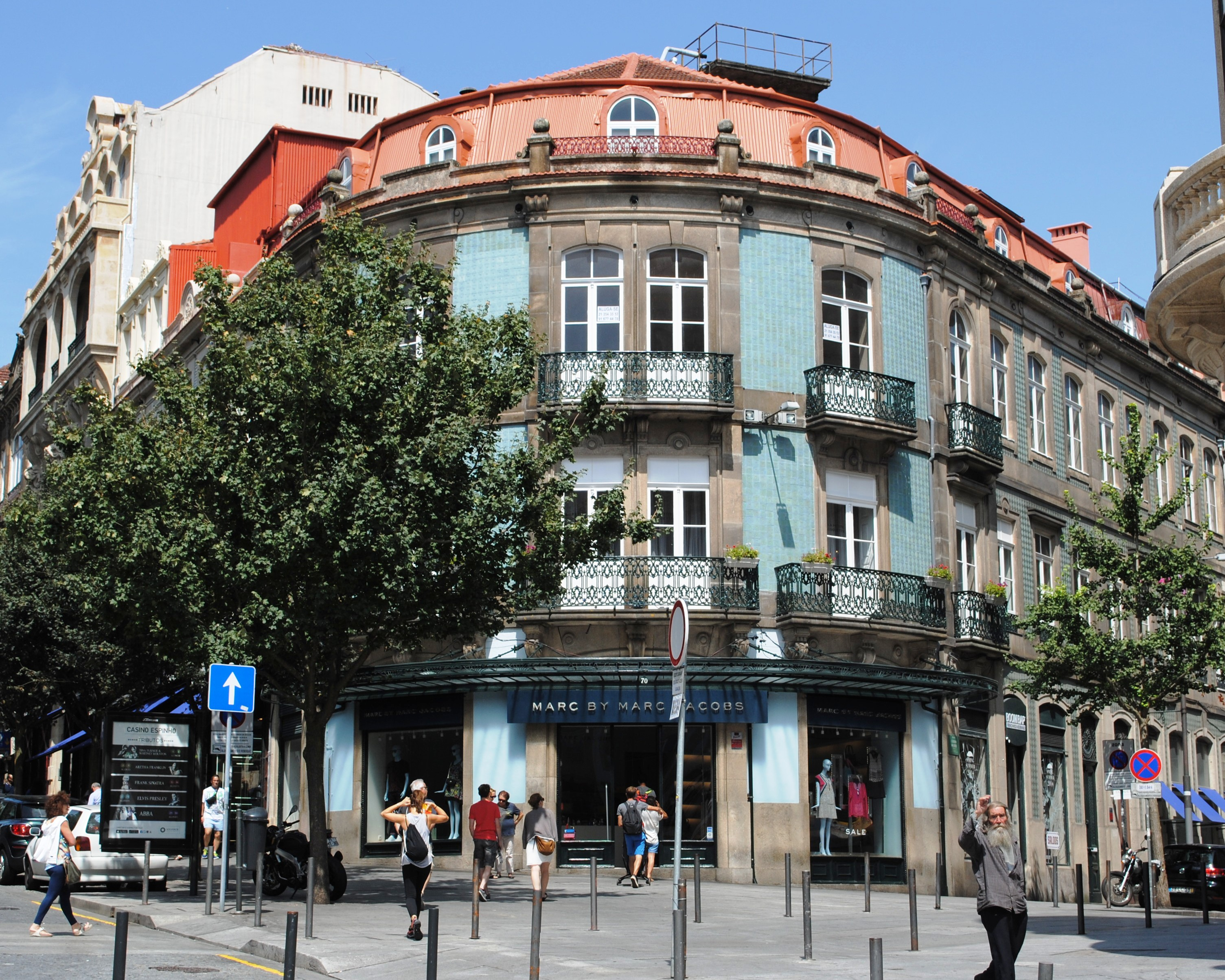
Marc by Marc Jacobs, a Porto.

Mentre era ancora alla Parsons, Jacobs ha progettato e venduto la sua prima linea di maglieria. Progetta la sua prima collezione per Reuben Thomas. In questo periodo, Jacobs forma il suo partenariato con Robert Duffy nella Jacobs Duffy Inc., che continua ancora ai giorni nostri. Nel 1986, sostenuto da Onward Kashiyama, Jacobs disegnò la sua prima collezione alla quale diede il suo nome. Nel 1987, Jacobs ha ricevuto il Perry Ellis Award per il Nuovo Talento di Moda dal Consiglio di Fashion Designers of America (CFDA).
Marc Jacobs, Robert Duffy e Perry Ellis si sono uniti in società nel 1989. Robert come presidente e Marc come vice presidente del design per creare le collezioni donna.
Jacobs è stato il direttore artistico per Louis Vuitton dal 1997 al 2013. Jacobs ha guidato Vuitton in collaborazioni di rilievo con Stephen Sprouse, Takashi Murakami e il primo prêt-à-porter con la Louis Vuitton imprimateur. Le sue linee di abbigliamento, Marc Jacobs, e la meno costosa linea Marc by Marc Jacobs creata nel 2000, sono estremamente popolari. Il museo Les Arts Décoratif di Parigi gli dedica una lunga mostra celebrativa da marzo a settembre 2012.
Il 2 ottobre 2013, subito dopo la sfilata, viene ufficializzata la fine del rapporto tra Marc Jacobs e Louis Vuitton .
Il 26 febbraio 2014, è stato annunciato che l'attrice Jessica Lange sarebbe stata il nuovo volto di Marc Jacobs Beauty. Inoltre, è stato annunciato che Lange sarebbe stata protagonista della campagna estate-autunno del marchio fotografata da David Sims e avrebbe anche recitato in un cortometraggio della campagna diretto da Jacobs . In precedenza, Jacobs aveva vestito e intervistato il numero del quinto anniversario di Lange for Love Magazine e le aveva fornito una versione parlata di Happy Days Are Here Again come colonna sonora per il suo spettacolo Autunno-Inverno 2014. 

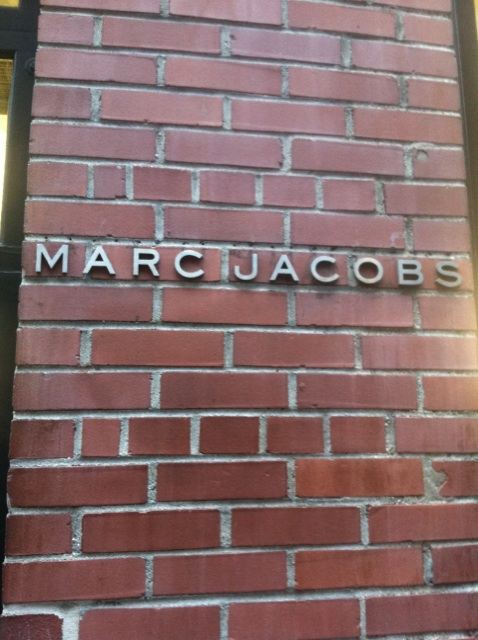
Vetrina di Marc Jacobs a New York City

Per la prima volta Marc Jacobs ha deciso di fare affidamento sui social media per lanciare modelli per la campagna autunno-inverno 2014 e con il suo successo lo ha fatto di nuovo per la primavera-estate 2015 con il fotografo David Sims, con modelli tra cui Aaron Whitty, Abigail Lipp , Amy Woodman, Ana Viktoria e Dylan Stevens.
Nel febbraio 2018, LVMH ha confermato che il cofondatore di Baja East John Targon si sarebbe unito a Marc Jacobs come direttore creativo. 
Il 26 agosto 2019, Jacobs ha ricevuto il primo "Fashion Trailblazer Award" di MTV ai Video Music Awards, in collaborazione con il Council of Fashion Designers of America .

## Vita privata
Nel 2010 è stato sposato e poi separato con l'ex modello e pubblicitario Lorenzo Martone; la coppia aveva celebrato le nozze a Provincetown, paesino del Massachusetts.
Il 6 aprile 2019 si è sposato con il modello Charly Defrancesco.